# دیوید گرن
دیوید الیوت گرن (انگلیسی: David Elliot Grann؛ زادهٔ ۱۰ مارس ۱۹۶۷) روزنامه‌نگار، عضو هیئت تحریریهٔ نیویورکر و مؤلف آمریکایی است.
کتاب‌های شهر گمشده Z داستان یک علاقه‌مندی مرگبار قاتلان ماه گل: کشتار مردم اوسیج و تلود اف‌بی‌آی و قمار:داستان غرق شدگی، شورش و قتل جزو پرفروش ترین‌های نیویورک تایمز بوده‌اند. او برای مجلات نیویورک تایمز، آتلانتیک، واشینگتن پست، وال‌استریت ژورنال و ویکلی استاندارد نوشته است.
بر اساس نمایه‌ای در مجلهٔ اسلیت، گرن به‌عنوان «خبرنگاری زحمت‌کش» شهرت دارد که او را به روزنامه‌نگاری محبوب تبدیل کرده است و «به خوانندگان سرسپردگی خاصی می‌دهد که حتی می‌تواند تا مرز وسواس هم پیش برود».

## مسیر شغلی
گرن کارش را با روزنامه‌نگاری آزاد شروع کرد. در سال ۱۹۹۴ او به عنوان ویراستار هیل، روزنامه ای در واشینگتن دی سی که رویدادهای کنگره آمریکا را پوشش می‌داد استخدام شد. او در سال ۱۹۹۵ به عنوان سردبیر اجرایی هیل انتخاب شد. در سال ۱۹۹۶، گرن ویراستار ارشد نیو ریپابلیک شد. او در سال ۲۰۰۳ به عنوان نویسنده به نیویورکر پیوست. او در سال ۲۰۰۵ فینالیست جایزه مایک کلی شد.
در سال ۲۰۰۹ او به خاطر مقاله اش در نیویورکر «محاکمه با آتش» در رابطه با کامرون تاد ویلینگهام جوایز جرج پولک و سیگما دلتا چی را دریافت کرد. این مقاله در قسمت سی و چهارم پادکست چنل بی به فارسی روایت شده است. مقاله تحقیقی دیگر او «نشان یک شاهکار» سوالاتی در رابطه با متدهای پیتر پاول بایرو که ادعا می‌کرد می‌تواند از اثر انگشت برای کمک به احراز هویت شاهکارهای هنری گمشده استفاده کند مطرح کرد. بیو از نیویورکر و گرن بخاطر افترا شکایت کرد، ولی شکایت به سرعت رد شد. این مقاله فینالیست جایزه ملی مجله شد.

### شهر گمشده Z
در سال ۲۰۰۹ کتاب غیر تخیلی گرن شهر گمشده Z :داستان یک علاقه‌مندی مرگبار ماجرای کاشف برجسته بریتانیایی، سرهنگ پرسی فاست را بازگو می‌کند که در سال ۱۹۲۵ همراه با پسرش در جستجوی شهر گمشده زد در آمازون ناپدید شدند. طی دهه‌ها، مکتشفان و دانشمندان سعی برای پیدا کردن شواهدی در رابطه با خود او و شهر گمشده زد کردند. گرن خودش نیز در حین نوشتن این کتاب در آمازون راهپیمایی کرد. او در این کتاب شواهد جدیدی در رابطه با مرگ فاست و احتمال وجود شهر Z مطرح می‌کند. فیلم شهر گمشده زی بر اساس این کتاب ساخته شده است.

### قاتلان ماه کامل
گرن در سال ۲۰۱۷ کتاب قاتلان ماه گل: کشتار مردم اوسیج و تولد اف‌بی‌آی در رابطه با قتل‌های سرخپوستان اوسیج منتشر کرد. این کتاب روایتگر «داستان قتل، خیانت، قهرمانی و تلاش یک ملت برای وارد شدن به به دنیای مدرن» است. این کتاب فینالست جایزه ملی کتاب سال ۲۰۱۷ شد و بعداً شماره یک لیست پرفروش‌ترین کتاب‌های نیویورک تایمز. فیلم اقتباس شده قاتلان ماه کامل به کارگردانی مارتین اسکورسیزی در سال ۲۰۲۳ بیرون آمد.